# Felsen-Wolfsmilch
Die Felsen-Wolfsmilch (Euphorbia saxatilis) ist eine Pflanzenart aus der Gattung Wolfsmilch (Euphorbia) innerhalb der Familie der Wolfsmilchgewächse (Euphorbiaceae).

## Beschreibung

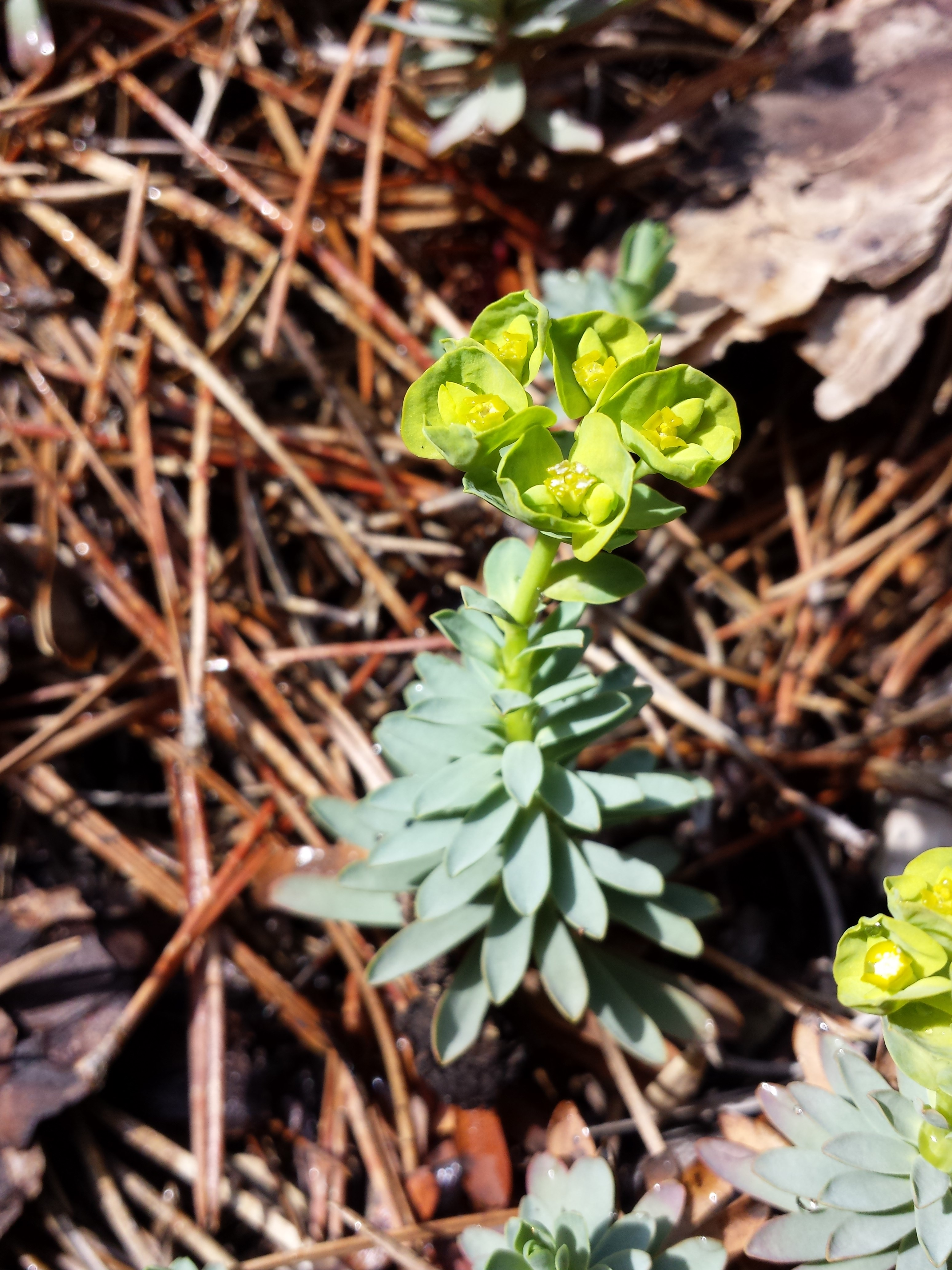
Blütenstand

### Vegetative Merkmale
Die Felsen-Wolfsmilch wächst als ausdauernde krautige Pflanze und erreicht Wuchshöhen von 5 bis 12, maximal 20 Zentimetern. Sie bildet aus liegendem Grund aufsteigende, blühende und nichtblühende Triebe. Nichtblühende Triebe sind am oberen Ende schopfig, Blühtriebe in der Mitte auffallend dicht beblättert. Die Stängel sind rundlich oder schwach kantig, glatt, ganz kahl und gelblichgrün und nur unter der Blattrosette purpurn. Die ziemlich waagrecht abstehenden Stängelblätter sind bläulich-grün, kahl, ganzrandig und länglich bis linealisch mit meist kurz eingekerbtem oberen Ende. Sie sind 6 bis 12 Millimeter lang und 2 Millimeter breit. Unterhalb des Blütenstandes sind die Blätter deutlich kleiner und breiter.

### Generative Merkmale
Die Blütezeit reicht von Mai bis Juni. Der endständige Blütenstand ist eine drei- bis fünfstrahlige Scheindolde. Die Hüllblätter Des Gesamtblütenstands sind herzförmig-rundlich und stumpf. Die Hüllchenblätter sind rautenförmig, breiter als lang, sehr stumpf oder ausgerandet, kurz stachelspitzig und gelbgrün. Die Äste der Trugdolde sine einmal zweigabelig. Die Nektardrüsen sind kurz zweihörnig. Die Hörnchen sind kürzer als die Drüsenbreite. Die Fruchtkapsel ist 4 Millimeter lang, eiförmig, tief dreifurchig, fein grubig oder glatt und kahl. Die Samen sind 2,5 Millimeter lang, eilänglich, glatt, gelblich mit großer nierenförmiger Caruncula.

## Verbreitung
Die Felsen-Wolfsmilch ist ein österreichischer Endemit der nordöstlichsten Kalkalpen. Sie kommt zerstreut bis selten nur im Bundesland Niederösterreich vom Ötscher-Gebiet bis zum Alpenostrand vor. Die Vorkommen liegen in Österreich und im früheren Jugoslawien.
Standorte sind Schwarzföhrenwälder, trockenwarme und steinige Magerrasen sowie Dolomitfels- und -schuttfluren in der submontanen bis untermontanen Höhenstufe.

## Taxonomie
Die Erstveröffentlichung von Euphorbia saxatilis erfolgte 1776 durch Nicolaus Joseph von Jacquin in Florae Austriacae, sive plantarum selectarum in Austriae archiducatu sponte crescentium icones, Band 4, S. 23, Tafel 345.